# Équipe de France féminine de basket-ball à trois des moins de 23 ans
Actualités
L'Équipe de France féminine de basket-ball à trois des 23 ans et moins est la sélection des meilleures joueuses françaises de 23 ans et moins en basket-ball à trois.

## Sélection 2021
Après une année 2020 blanche en raison de la pandémie de Covid-19, la France remporte la Nations League 3x3 en Roumanie. Premières de la conférence Europe - Amérique à l'issue des 6 "steps", Noémie Brochant, Myriam Djekoundade, Camille Droguet et Hortense Limouzin (nommée meilleure joueuse du tournoi) ont dominé l'Égypte (21-9) et la République tchèque (15-6) vendredi avant de continuer leur marche en avant contre la Mongoli (21-11) samedi. En demi-finale, les Françaises l'ont emporté de justesse contre la Pologne (20-17) avant de dominer les Pays-Bas en finale (21-7).

## Sélection 2019
| Joueuse                | Naissance        | Taille | Club(s) 2018-2019          |
| ---------------------- | ---------------- | ------ | -------------------------- |
| Victoria Majekodunmi   | 30 décembre 1996 | 1,75 m | Landerneau Bretagne Basket |
| Catherine Mosengo-Masa | 19 avril 1996    | 1,92 m | C' Chartres basket féminin |
| Anna Ngo Ndjock        | 14 janvier 1999  | 1,78 m | Union féminine Angers      |
| Maud Stervinou         | 10 juin 1997     | 1,75 m | Toulouse Métropole Basket  |

Entraîneur :  Yann Julien
Assistants : Gwenaël Pestel
Après une victoire sur le Turkménistan (22-8), les Bleuettes sont défaites par l'Ukraine (13-16). Elles se reprennent face au Japon (21-10) puis l'Italie (20-6) pour se qualifier en quart de finale pour battre de justesse la Chine (18-17). Les Russes s'imposent en demi-finale (11-16), mais les Françaises décrochent le bronze en battant la Biélorussie (20-14).

## Sélection 2018
| Joueuse              | Naissance        | Taille | Club(s) 2018-2019          |
| -------------------- | ---------------- | ------ | -------------------------- |
| Victoria Majekodunmi | 30 décembre 1996 | 1,75 m | Landerneau Bretagne Basket |
| Caroline Hériaud     | 22 décembre 1996 | 1,65 m | Roche Vendée               |
| Marie Mané           | 12 décembre 1995 | 1,83 m | Union féminine Angers      |
| Assitan Koné         | 23 avril 1995    | 1,90 m | USO Mondeville             |

Entraîneurs :  Yann Julien et Karim Souchu
Coupe du Monde à Xi'an (Chine) du 3 au 7 octobre 2018.
Jeudi 4 octobre
- France - Mongolie : 22-6
- France - République Tchèque : 21-10

Samedi 6 octobre
- Japon - France : 11-10
- Argentine - France : 16-15

La France ne parvient pas à se qualifier pour les quarts de finale.